# АИ-20
АИ-20 — одновальный авиационный турбовинтовой двигатель с осевым 10-ступенчатым компрессором, кольцевой камерой сгорания, трёхступенчатой турбиной, планетарным редуктором, нерегулируемым реактивным соплом. Серийное производство начато в 1957 году. Конструкторское бюро-разработчик — ОКБ-478 (ныне Запорожское машиностроительное конструкторское бюро «Прогресс» имени академика А. Г. Ивченко).
Заводы-изготовители: ОАО «Мотор Сич» (г. Запорожье) и Пермский моторный завод (1963—1965).

## История

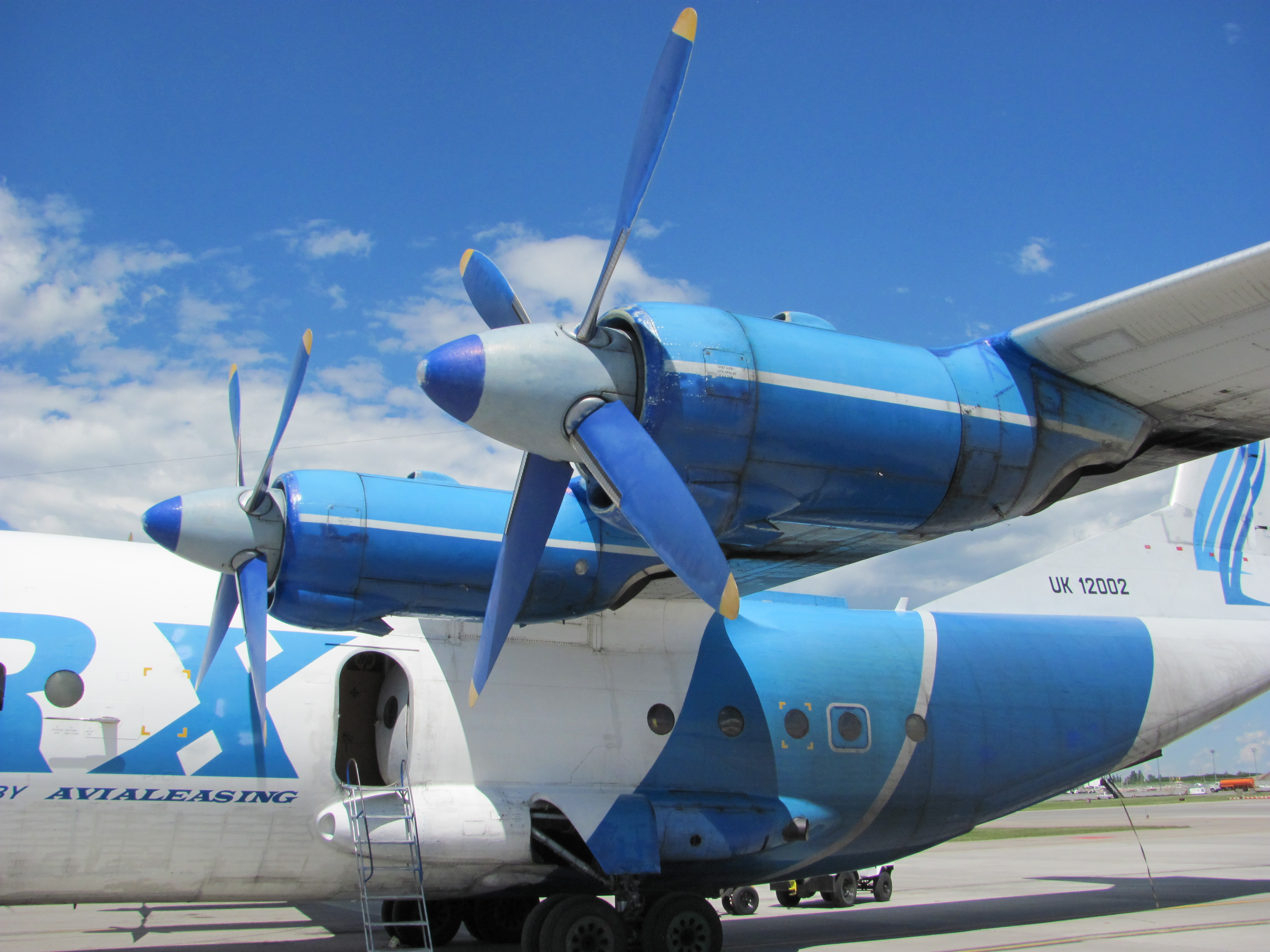
Двигатель АИ-20 на самолёте Ан-12

В 1955 году моторостроительные ОКБ Кузнецова (город Куйбышев) и ОКБ Ивченко (город Запорожье) получили задание на разработку турбовинтовых двигателей взлётной мощностью 4000 л. с. для среднемагистральных пассажирских и транспортных самолётов, проектируемых в ОКБ Антонова и Ильюшина. Этот конкурс выиграло запорожское ОКБ. В 1957 году созданный им двигатель АИ-20 успешно прошёл государственные испытания и был запущен в серийное производство одновременно на двух заводах — запорожском и пермском. Резервы, заложенные в конструкцию АИ-20 на этапе проектирования, позволили в дальнейшем создать целое семейство модифицированных двигателей мощностью от 4000 до 5180 л. с.
Почти 14 тысяч ТВД этого типа успешно эксплуатировались на военно-транспортных Ан-8 и Ан-12, пассажирских Ил-18 и Ан-10, противолодочных Ил-38, амфибиях Бе-12. Сегодня[когда?] продолжают летать оснащённые двигателями АИ-20 Ан-12, небольшое количество Ил-18 и все ещё значительный парк самолётов Ил-38.
Модификации двигателя АИ-20Д серии 5 и серии 5Э, которые предназначены для эксплуатации на транспортных самолётах Ан-32 в условиях жаркого климата и высокогорных аэродромов, выпускаются на предприятии и сегодня[когда?].
На двигателях АИ-20 был достигнут высокий уровень надёжности, позволивший впервые в советском двигателестроении установить межремонтный ресурс, измеряемый тысячами часов. Назначенный ресурс модификаций АИ-20К и АИ-20М составляет 20 тыс. часов.
На основе АИ-20 было создано семейство двигателей АИ-24: меньшей размерности, мощностью от 2550 до 2820 л. с. С 1961 года выпущено более 11 тысяч таких ТВД, которые устанавливались на пассажирских самолётах Ан-24, транспортных Ан-26, а также на самолётах Ан-30, предназначенных для специальных работ.

## Модификации
- АИ-20 — базовый мощностью 4000 л. с. Устанавливался на Ан-10, Ан-12.
- АИ-20А — два двигателя этой модификации были установлены на экспериментальном судне на подводных крыльях «Буревестник».
- АИ-20Д — форсированный до 5180 л. с. Разработан в 1956 году. Устанавливался на Ан-8, Ан-32, Бе-12.
- АИ-20ДК — доработанный для гидросамолёта Бе-12ФС. Устанавливался на Ан-32.
- АИ-20ДМЭ (ДМН) — модификация используется в качестве силовой установки в передвижной автоматизированной газотурбинной электростанции ПАЭС-2500.
- АИ-20К — для самолёта Ил-18В. Выпускался в 1963—1965 годах.
- АИ-20М — форсированный до 4250 л. с. Устанавливался на Ан-12БК, Ан-32, Ил-18Д, Ил-38.

## Описание конструкции
Двигатель АИ-20 состоит из следующих основных узлов:
- планетарного редуктора
- лобового картера
- осевого 10-ступенчатого компрессора
- кольцевой камеры сгорания
- трёхступенчатой осевой турбины
- нерегулируемого реактивного сопла
- агрегатов, обслуживающих работу двигателя и самолёта

## Технические характеристики
- Мощность на взлётном режиме: 4000 л. с.
- Удельный расход топлива на взлётном режиме: 0,259 кг/л. с.·ч
- Часовой расход топлива взлётном режиме: 1040 кг/ч
- Расход воздуха на взлётном режиме: 20,9 кг/с
- Степень повышения давления: 9,32
- Температура газов максимальная: не более 720°С
- Расход масла: не более 0,5 кг/ч
- Масса двигателя: 1040 кг
- Длина: 3096 мм
- Ширина: 842 мм
- Высота: 1180 мм
- Ресурс: до 40 000 мото-часов